# Halimium umbellatum
Espèce
Synonymes
- Cistus angustifolius Salisb.[1]
- Cistus umbellatus L.[1]
- Helianthemum ciliatum Pourr. ex Nyman[1]
- Helianthemum umbellatum (L.) Mill.[1]
- Helianthemum verticillatum Link[1]

Halimium umbellatum est une plante herbacée de la famille des Cistacées.

## Liste des sous-espèces et variétés
Selon Tropicos (16 février 2023) (Attention liste brute contenant possiblement des synonymes) :
- Halimium umbellatum subsp. umbellatum
- Halimium umbellatum subsp. viscosum (Willk.) O. Bolòs & Vigo
- Halimium umbellatum var.viscosum Willk.